# Michael Davitt

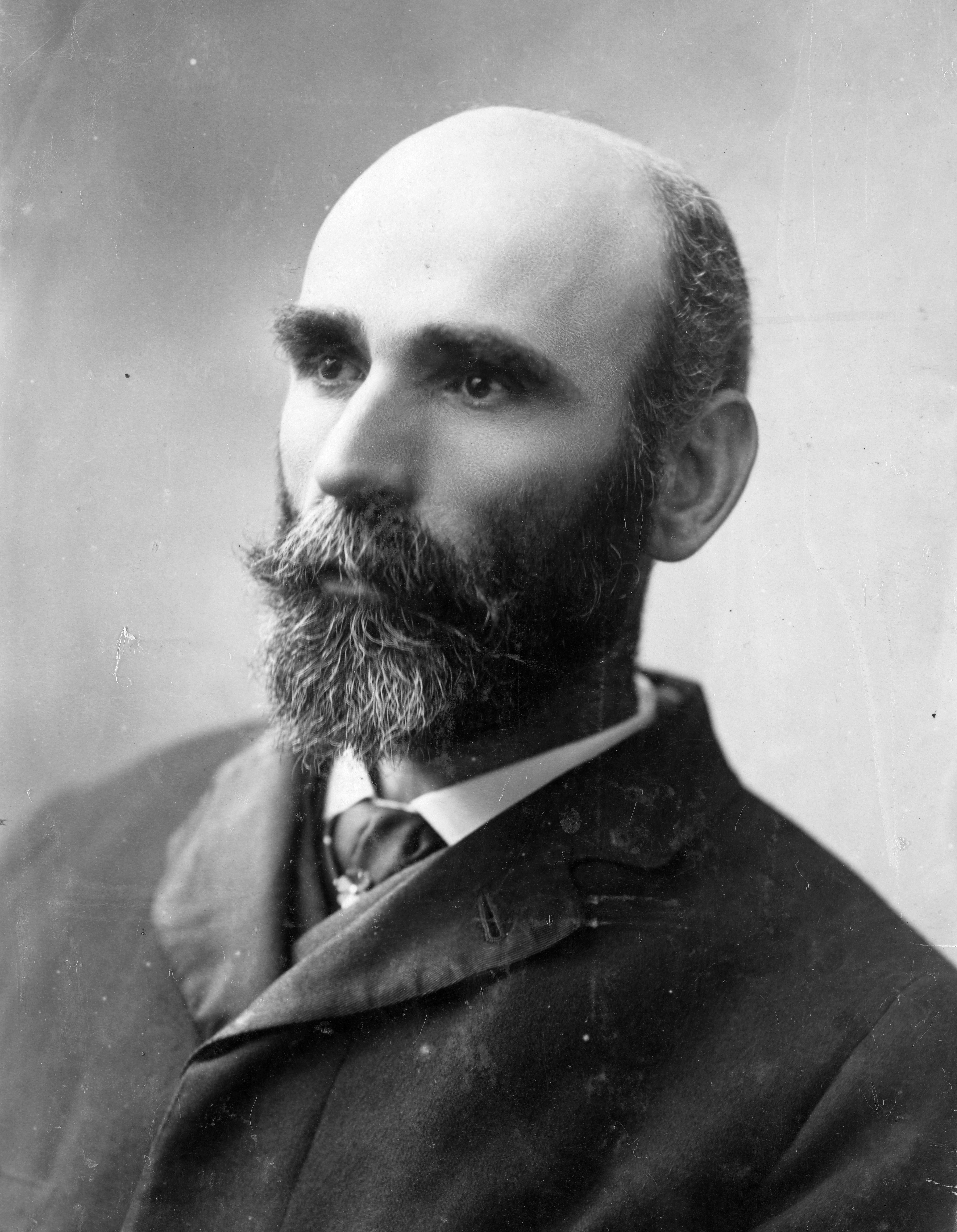
Michael Davitt in 1895

Michael  Davitt (Iers: Mícheál Dáibhéad) (Strade, 25 maart 1846 – Dublin, 30 mei 1906) was een Iers revolutionair, schrijver, politicus en landhervormer. Samen met Charles Stewart Parnell richtte hij de Irish National Land League op, een organisatie die in 1879 ontstond in reactie op problemen die boeren al enkele jaren hadden ondervonden van lage prijzen voor landbouwproducten ten gevolge van de Grote Depressie en op de hongersnood na de mislukte aardappeloogst van dat jaar, veroorzaakt door de aardappelziekte.

## Jeugd
Michael Davitt was een zoon van Catherine en Martin Davitt, geschoolde keuterboeren die de Ierse hongersnood (1845-1850) met veel moeite overleefden. Verarmd en met een huurachterstand werden zij door de landeigenaar hun huis uitgezet. Eind november 1850 verhuisde het gezin naar Haslingden in Engeland. Al op jeugdige leeftijd verliet Michael Davitt school. Op zijn negende moest hij in een fabriek gaan werken, waar hij twee jaar later zijn rechterarm verloor bij het bedienen van een machine. Dankzij een weldoener kon hij vervolgens enkele jaren onderwijs genieten.
In de zomer van 1861 ging Davitt weer aan het werk, zo was hij eerst loopjongen bij de posterijen en een drukkerij. Korte tijd later werd hij daar gepromoveerd tot boekhouder en letterzetter. In de avonduren schoolde hij zich verder. Uit de bibliotheek leende hij boeken over de geschiedenis van Ierland en ontwikkelde daarnaast een interesse in sociale en politieke bewegingen. Het gedachtegoed van de chartist Ernest Charles Jones kreeg hem in die periode in zijn greep, met radicale ideeën over nationaliseren van grond en Ierse onafhankelijkheid.

## Politiek

### Irish Republican Brotherhood
In 1865 sloot Davitt zich aan bij de Irish Republican Brotherhood (IRB). Hij werd organisator en wapenleverancier voor deze broederschap, waarbij hij zich uitgaf voor handelsreiziger. Hiervoor gaf hij in 1868 zijn baan bij de posterijen op.
Vanwege zijn activisme is hij door de Britse heersers drie maal gevangen gezet. In 1870 werd Davitt voor het eerst gearresteerd en veroordeeld tot 15 jaar gevangenisstraf die hij moest doorbrengen in Dartmoor Prison. Het werk in een steengroeve viel hem, mede door zijn handicap, erg zwaar en hij wist hierover te corresponderen met John O'Connor Power, een Iers MP van de Home Rule League die zijn zaak aanhangig maakte in het Britse parlement.
Na zijn vrijlating in december 1877 trad Davitt toe tot het bestuur van de IRB. Op uitnodiging van een rijk lid van de gelieerde Amerikaanse Fenian Broederschap ondernam hij een lezingentournee door de Verenigde Staten, waar zijn familie inmiddels op zijn instigatie naartoe was geëmigreerd. Samen met John Devoy, leider van de Iers-republikeinse organisatie in Amerika Clan na Gael, bedacht hij daar een plan om hun beider organisaties zich achter Charles Stewart Parnell te laten scharen. Dit zou kunnen worden bereikt als Parnell voor volledig zelfbestuur van Ierland zou gaan staan en via rigoureuze landhervorming.

### Land League
Op 20 april 1879 richtte Davitt tijdens een massale bijeenkomst midden in de landoorlog de Mayo Land League op en spoorde Parnell aan tot de oprichting van een nationale Land League. De autoriteiten waren bevreesd voor het revolutionair potentieel van deze Land League en arresteerden Davitt in november van datzelfde jaar. De IRB zette hem vervolgens uit het bestuur. In 1880 was hij betrokken bij het organiseren van de Amerikaanse Land League. Bij zijn terugkomst in Ierland ontplooide hij een reeks activiteiten  en belegde bijeenkomsten om de eisen kracht bij te zetten, met het accent op fair rent, free sale en fixity of tenure. In december 1880 werd hij opnieuw gearresteerd, maar niet veroordeeld.
Het jaar daarop liepen de acties van de Land League uit de hand in de optiek van grootgrondbezitters en het Britse parlement. Zowel Davitt als de in april 1880 in het lagerhuis verkozen Parnell werden gearresteerd en in detentie geplaatst in, respectievelijk, Portland Prison en Kilmainham Gaol. Een nieuwe wet verbood de Land League.

### Landhervorming

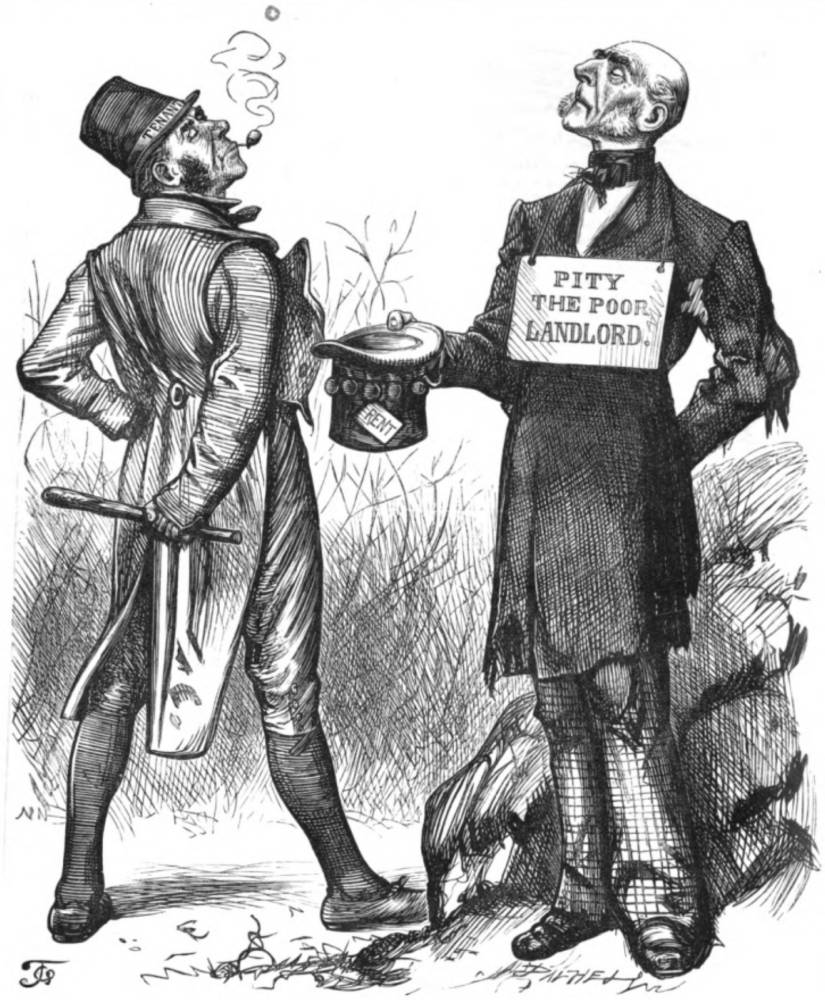
Cartoon van John Gordon Thomson in Fun van 1 december 1880

Davitt werd — terwijl hij zijn straf uitzat — in het Brits parlement verkozen, maar zijn verkiezing is ongeldig verklaard omdat hij in de gevangenis zat. Inmiddels kreeg de theorie van het geoïsme van de Amerikaanse econoom Henry George grote invloed op Davitt, waardoor er tweespalt ontstond tussen hem en Parnell aangaande de nationalisering van land. Davitts populariteit daalde. Hij schikte zich naar de ideeën van Parnell en de uit de Home Rule League voortgekomen Irish Parliamentary Party (IPP), die fel gekant was tegen de in Ierland zeer impopulaire landnationalisering. Desondanks speelde hij in 1898 een belangrijke rol in de totstandkoming van de nationalistische politieke partij United Irish League.
De oorzaak hiervoor kan gezocht worden in het min of meer revolutionaire karakter van de IPP en de aanhoudende aanslagen. Het wederzijds geweld ging na 1880 namelijk door met de Fenian dynamite campaign en Davitt keurde de excessen van beide partijen af, waarop hij in februari 1883 opnieuw 4 maanden in de gevangenis moest doorbrengen wegens opruiing. Bovendien vormde het zogenoemde Plan of Campaign — een initiatief dat in de periode 1886-1891 leidde tot hernieuwde agitatie tussen boeren en grootgrondbezitters — een obstructie in de politieke relatie van Davitt met Parnell. Doel van dit plan was het afdwingen van een huurverlaging als consideratie met slechte oogsten. En indien de verhurende landeigenaar niet met het voorstel akkoord ging, zouden de desbetreffende huurders helemaal geen huur betalen. Davitt achtte het een schending van het in 1882 gesloten Verdrag van Kilmainham en schaarde zich in dezen niet achter Parnell. In 1890 viel hij Parnell openlijk af na het schandaal omtrent de echtscheiding van Katharine O'Shea, met wie Parnell al tien jaar een liefdesrelatie onderhield.
Ondertussen had Davitt tijdens zijn geregelde bezoeken aan Schotland (met name de Schotse Hooglanden) een nauwe band opgebouwd met de Schotse activist John Ferguson, voorman van de Highland Land League en van politieke organisaties waaruit later de Scottish Labour Party zou ontstaan. Davitt drong aan op landhervorming en steun aan de beweging tegen kinderarbeid. In 1886 werd hij ook in Wales uitgenodigd om campagne te voeren voor landhervorming.

### Parlement
In de periode 1892-1899 was Davitt met kleine onderbrekingen, onder meer wegens een faillissement, onafhankelijk lid van het Britse lagerhuis. Na het aannemen van de Local Government (Ireland) Act in 1898, waarmee enige mate van zelfbestuur voor Ierland, Schotland en Wales werd verworven, richtte hij met William O'Brien de United Irish League op — een organisatie die de verkaveling van graasland voor boeren voorstond.
Nadat hij zijn afkeuring had becommentarieerd van zowel de Tweede Boerenoorlog als de bijdrage van £10 000 000 die Ierland daaraan zou moeten leveren, hoewel het land tegen het voeren van deze oorlog was, trad Davitt af als parlementariër en verliet op 26 oktober 1899 het lagerhuis voorgoed.

## Journalist en schrijver
Sinds 1880 genereerde Davitt een inkomen uit journalistieke bijdragen en enkele boeken.
In maart 1900 reisde hij naar Zuid-Afrika en deed verslag van de Tweede Boerenoorlog. Het boek dat hij hier later over schreef, bevat discriminatoire passages aangaande de inheemse bevolking en verkocht slecht.
Als een van de eerste journalisten deed Davitt in 1903 voor de New York American verslag van de pogrom van Chisinau, een stad die destijds bij het keizerrijk Rusland behoorde. In zijn boek hierover, Within the Pale: The True Story of Anti-Semitic Persecutions in Russia, toonde hij zich een aanhanger van het zionisme. En hoewel hij bij sommigen te boek stond als een antisemiet, was hij een openlijke tegenstander van de Limerick-boycot van 1904, ook wel de Limerick-pogrom genoemd.
In de reeks boeken geschreven door Davitt, waaraan sinds zijn aftreden als parlementariër jaarlijks een nieuwe titel werd toegevoegd, geldt The Fall of Feudalism in Ireland uit 1904 als het invloedrijkst. Deze weergave van de landoorlog wordt in Ierland als een standaardwerk en de algemeen geaccepteerde neerslag van deze grimmige periode beschouwd.

## Privé-leven
Op 30 december 1886 huwde Davitt de Iers-Amerikaanse Mary Yore; het huwelijk vond plaats in Oakland (Californië), waar hij Yore in 1880 had ontmoet. Zij betrokken een cottage in Ballybrack, County Dublin, een geschenk van bewonderaars. Het echtpaar kreeg 5 kinderen; een dochter overleed op haar 7e aan tuberculose. Hun zoon Robert Davitt werd later Teachta Dála (parlementslid) en Cahir Davitt werd  president van het Hooggerechtshof van Ierland.

## Nalatenschap

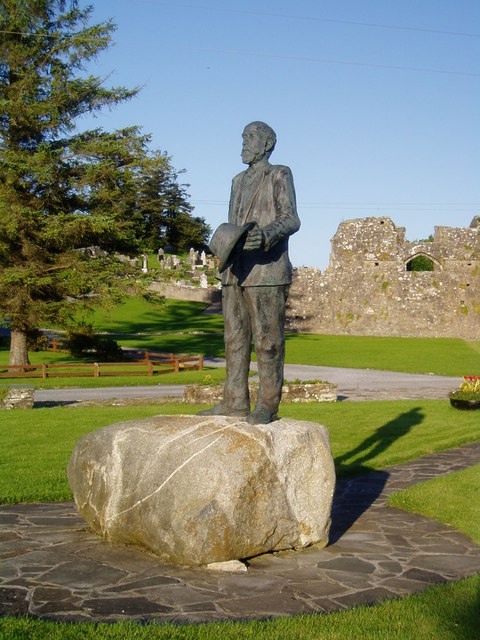
Standbeeld van Davitt in Strade

Michael Davitt overleed op 30 mei 1906 in het Elpis Hospital in Dublin aan sepsis ten gevolge van complicaties na het trekken van een kies. Op eigen verzoek werd hij in privé-kring begraven in zijn geboorteplaats Strade. Volgens The New York Times bleven veel winkels en bedrijven in Dublin die dag uit respect gesloten. Zijn kist werd door een enorme menigte naar het station begeleid en de rouwstoet bij de reis van Foxford naar de begraafplaats in Strade zou meer dan een kilometer lang zijn geweest.
De betekenis van Michael Davitt als voorman van de beweging tegen de macht van grootgrondbezitters in Ierland is door diverse biografen en kenners van zijn werk zeer verschillend betiteld. Vast staat dat deze geweldloze “sociaal-radicale Tom Paine” onbaatzuchtig en met zelfopoffering de bijl legde aan de wortels van het grootgrondbezit in Ierland. Daarmee was hij een sociaal hervormer die voor veel Ieren van grote waarde is geweest en door menigeen als een van de grondleggers van de Ierse democratie wordt gezien. In de kerk waar Davitt werd gedoopt, is het noodlijdende Michael Davitt memorial museum gehuisvest, gewijd aan zijn werk.

## Werken
Van de hand van Michael Davitt verschenen tijdens zijn leven acht boeken; het eerste schreef hij samen met D.B. Cashman. Biograaf Carla King bezorgde in 2001 de Verzamelde Werken van Davitt. Geen van deze werken is naar het Nederlands vertaald.
- The Life of Michael Davitt: Founder of the National Land League (1876); samen met D.B. Cashman
- The Prison Life of Michael Davitt (1878)
- The Land League Proposal (1882)
- Leaves from a Prison Diary (1885)
- Life and Progress in Australasia (1898)
- The Boer Fight for Freedom (1902)
- Within the Pale, The True Story of Anti-Semitic Persecutions in Russia (1903)
- The Fall of Feudalism in Ireland: Or, The Story of the Land League Revolution (1904)
- Collected Writings, 1868–1906 (2001); onder redactie van Carla King

- Bibsys: 13001022
- Bibliothèque nationale de France: cb15906405p (data)
- Gemeinsame Normdatei: 118671219
- International Standard Name Identifier: 0000 0001 0980 2008
- Library of Congress Control Number: n50056866
- Nationale bibliotheek van Australië: 35034023
- Nationale Bibliotheek van Israël: 987007260256405171
- Nederlandse Thesaurus van Auteursnamen: 069831580
- SNAC: w6cz3gv1
- Système universitaire de documentation: 050574914
- Trove: 806551
- Virtual International Authority File: 64343543
- WorldCat: E39PBJbtrVXVFq8PXpQgG8GCQq